# Paulo Monteiro Rosa
Paulo José Ferreira Monteiro Rosa (Luanda, Maianga, 3 de novembro de 1972) é um economista português, licenciado em economia pela Faculdade de Economia da Universidade do Porto, autor do livro "Da Grande Recessão à Guerra na Ucrânia". É docente de pós-graduação do ISLA Gaia.
Colunista da Vida Económica desde 2013 e do Jornal Económico desde 2018.  Economista colaborador de artigos no site da Ordem dos Economistas. Artigos no Jornal de Negócios e artigos no Jornal Público.  